# Legió I Maximiana
La Legió I Maximiana (Primera legió «de Maximià») va ser una legió romana comitatenses, creada probablement l'any 296 o 297 per l'emperador Dioclecià.
La I Maximiana es va formar juntament amb la Legió II Flavia Constantia, per aquarterar-se a la província de nova creació, la Tebaida, a Egipte. La legió també és coneguda com a Maximiana Thebanorum o Thebaeorum («Legió Maximià dels tebans»). Com que no hi ha inclosa a la Notitia Dignitatum de cap Legió anomenada I Maximiana aquarterada a Tebes, s'interpreta la denominació de manera més àmplia com de la Tebaida. L'afegitó Maximià té el seu origen en Maximià, col·lega de Dioclecià com a emperador.
L'any 354, la Primera Maximiana era a la regió de Tràcia, prop d'Adrianòpolis (l'actual Edirne). Així que és probable que combatés a la Batalla d'Adrianòpolis l'any 378, quan l'emperador Valent va ser derrotat pels gots Tervings, comandats per Fritigern. Segons la Notitia Dignitatum, la I Maximià Thebanorum encara estava sota comandament traci (magister militum per Thracian) al començament del segle v, mentre que la I Maximiana estava a Files (Egipte, al sud d'Assuan), a càrrec del dux de Thebas.
Es parla també d'una legió anomenada Legió Tebana purament llegendària, a l'hagiografia de Maurici d'Agaunum del segle v. Segons aquesta tradició, la Legió Tebana (Prima Maximiana Thebanorum) era una legió de Tebes a la qual Maximià va ordenar traslladar. Així a vegades se la relaciona amb la I Maximiana Thebanorum. No obstant això, la legió tebana que comandava Maurici, s'havia convertit íntegrament al cristianisme, i va ser martiritzada l'any 286, però la I Maximiana no es va fundar fins a deu anys més tard.